# انتاناس باگدوناویشیوس
انتاناس باگدوناویشیوس (انگلیسی: Antanas Bagdonavičius؛ ۱۵ ژوئن ۱۹۳۸ - ۹ مارس ۲۰۲۴) ورزشکار روئینگ اهل لیتوانی بود.
وی در مسابقات کشوری و بین‌المللی در مجموع برندهٔ ۳ مدال طلا، ۵ مدال نقره، ۱ مدال برنز شده‌است.